# Cabo Evans
El cabo Evans, antiguamente Skuary, es un cabo rocoso de la isla de Ross, en la Antártida.

## Geografía
Bañado por el estrecho de McMurdo al oeste y al sur, el cabo Evans está rodeado al noroeste por el cabo Royds, al noreste por el monte Erebus, al sur por el glaciar Erebus y las islas Dellbridge  bañadas por la bahía Erebus y al sur por la barrera de McMurdo, que forma parte de la barrera de hielo de Ross.

## Historia

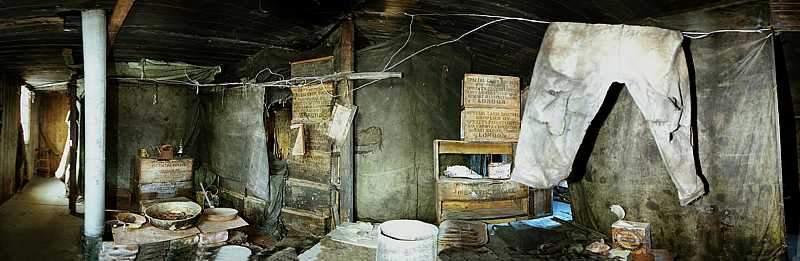
El interior del refugio de la expedición Discovery.

El cabo Evans fue descubierto por Robert Falcon Scott durante la expedición Discovery (1901-1904) y lo nombró Skuary. En el transcurso de la expedición Nimrod (1908-1909) el lugar fue escogido para establecer un refugio y fue renombrado en honor de Edward Evans,[cita requerida] segundo comandante  de la misión anterior y teniente de la Royal Navy. Sirvió de nuevo como campo base para las expediciones Terra Nova (refugio ocupado entre el 17 de enero de 1911 y el 19 de diciembre de 1912) y Endurance (1914-1917). Actualmente es un lugar protegido.